# دي سيد (مذيخرة)

تعديل مصدري - تعديل

دي سيد محلة تابعة لقرية راوات، التابعة لعزلة الاشعوب بمديرية مذيخرة إحدى مديريات محافظة إب في الجمهورية اليمنية، بلغ تعداد سكانها 208 حسب تعداد اليمن لعام 2004.